# Batalla de Austerlitz
La batalla de Austerlitz, también conocida como la batalla de los Tres Emperadores, enfrentó el 2 de diciembre de 1805 a un ejército francés encabezado por el emperador Napoleón I contra las fuerzas combinadas ruso-austríacas del zar ruso Alejandro I y el emperador austríaco Francisco I en el contexto de las Guerras Napoleónicas. Fue una de las mayores victorias de Napoleón, pues el Primer Imperio francés aplastó definitivamente a la Tercera Coalición tras casi nueve horas de difícil combate. La batalla tuvo lugar cerca de Austerlitz, actual Slavkov u Brna, a unos 10 km al sureste de Brno, en Moravia, entonces parte del Imperio austríaco y hoy en la República Checa. Austerlitz puso fin rápido a la guerra de la Tercera Coalición y pocas semanas después se firmó el Tratado de Presburgo. La batalla es considerada una obra maestra táctica de Napoleón, a la altura de Cannas o Gaugamela.
Después de eliminar a un ejército austríaco en la batalla de Ulm, las fuerzas francesas lograron tomar Viena en noviembre de 1805. Los austríacos evitaron otro choque hasta que la llegada de los rusos les otorgó ventaja numérica. Napoleón envió a su ejército al norte en persecución de los aliados, pero después les ordenó retroceder para así fingir debilidad. Desesperado por entablar combate contra las fuerzas aliadas, Napoleón trató de demostrar, en los días previos al gran enfrentamiento, que su ejército no estaba en condiciones de combate, llegando para ello a abandonar una estratégica posición en la colina Pratzen cerca de Austerlitz. Desplegó al ejército francés al pie de Pratzen y debilitó de manera premeditada su flanco derecho para incitar a los aliados a atacarlo allí para después rodearlos con el resto de sus fuerzas. El III Cuerpo del ejército francés dirigido por el mariscal Davout tuvo que realizar una marcha forzada desde Viena para cubrir a tiempo la brecha dejada por Napoleón. Mientras tanto, el contundente ataque ruso-austríaco contra el ala derecha francesa desguarneció su centro en Pratzen, algo que aprovechó el mariscal Soult para atacar con fiereza con el IV Cuerpo del ejército francés. Con el centro de los aliados totalmente aniquilado, los franceses barrieron los dos flancos del enemigo, obligaron a sus tropas a huir en total caos y capturaron miles de prisioneros.
El desastre de los aliados golpeó profundamente la confianza del emperador Francisco en el esfuerzo de guerra encabezado por los británicos. Francia y Austria acordaron inmediatamente un armisticio y poco después, el 26 de diciembre, se firmó el Tratado de Presburgo, por el cual Austria quedaba fuera tanto de la guerra como de la Coalición, al tiempo que se reforzaban los términos acordados en los anteriores tratados de Campo Formio y Lunéville entre ambas naciones. Este tratado también confirmó la pérdida de posesiones austríacas en Italia y Baviera en favor de Francia, así como en Alemania en favor de los aliados alemanes de Napoleón. También se les impuso una indemnización de cuarenta millones de francos a los derrotados Habsburgo y se permitió a los rusos que huían el paso libre por territorio hostil de camino a su patria. Por otra parte, la victoria francesa en Austerlitz permitió la creación de la Confederación del Rin, compuesta por varios estados alemanes que debían actuar como zona de amortiguación entre Francia y Europa Central. La Confederación hizo prácticamente inútil el Sacro Imperio Romano Germánico, de modo que éste se derrumbó en 1806 después de que Francisco abdicara del trono imperial y mantuviera el título de Francisco I de Austria como el único oficial. Estos cambios, sin embargo, no supusieron una paz duradera para Europa. La preocupación de Prusia ante la creciente influencia francesa en el continente acabaría provocando el estallido de la guerra de la Cuarta Coalición en 1806.

## Prólogo
Europa había estado en crisis desde el inicio de las Guerras revolucionarias francesas en 1792. En 1797, tras cinco años de conflicto, la Primera República Francesa sometió a la Primera Coalición. Se formó una Segunda Coalición en 1798, que también resultó derrotada en 1801 y dejó a Reino Unido como el único oponente del Consulado francés. En marzo de 1802 Francia y el Reino Unido acordaron poner fin a las hostilidades con la Paz de Amiens, con la que por primera vez en diez años toda Europa estaba en paz. Sin embargo, persistieron numerosos problemas entre ambas partes que hicieron cada vez más difícil la implantación del tratado. El Gobierno británico estaba resentido por tener que entregar la mayoría de sus conquistas coloniales desde 1793 y Napoleón se enfureció porque los ingleses no habían evacuado sus tropas de la isla de Malta. La tensa situación no hizo sino empeorar cuando Napoleón envió una fuerza expedicionaria para aplastar la Revolución haitiana. En mayo de 1803 el Reino Unido le declaró la guerra a Francia.

### La Tercera Coalición
En diciembre de 1804 un acuerdo anglo-sueco llevó a la creación de la Tercera Coalición. El primer ministro británico William Pitt empleó 1804 y 1805 en una intensa actividad diplomática orientada a formar una nueva coalición contra Francia y, en abril de 1805, Reino Unido y Rusia firmaron una alianza. Habiendo sido derrotados dos veces en tiempos recientes por Francia, Austria se unió a la coalición unos meses después en busca de venganza.

## Fuerzas

### Ejército Imperial francés
Antes de la formación de la Tercera Coalición, Napoleón había reunido una fuerza de invasión llamada el Ejército de Inglaterra en seis campos alrededor de Boulogne, en el norte de Francia, con la intención de utilizarla para atacar las islas británicas. Aunque nunca pusieron pie en suelo inglés, las tropas de Napoleón recibieron una cuidadosa y muy valiosa formación para cualquier operación militar. A pesar de que el aburrimiento hizo mella en las tropas, Napoleón las visitó en varias ocasiones y realizó varias vistosas paradas militares para levantar su moral.
Los hombres de Boulogne formaron el núcleo de lo que Napoleón más tarde llamaría La Grande Armée. Al principio, este ejército francés contaba con unos 200 000 hombres organizados en siete cuerpos, que fueron grandes unidades de campo que contaban con entre 36 y 40 cañones cada uno y eran capaces de acciones independientes hasta que otros cuerpos acudieran a su rescate. Un solo cuerpo bien situado en una fuerte posición defensiva podía sobrevivir al menos un día sin apoyo, dando así a la Grande Armée un sinnúmero de opciones estratégicas y tácticas en cada campaña. Como corolario a estas fuerzas, Napoleón creó una reserva de caballería de 22 000 hombres organizada en dos divisiones de coraceros, cuatro de dragones montados, una de dragones desmontados y una de caballería ligera, todos con el apoyo de 24 piezas de artillería. Hacia 1805 la Grande Armée había aumentado hasta los 350 000 hombres, en general bien equipados, entrenados y dirigidos por oficiales competentes.

### Ejército Imperial ruso
El Ejército Imperial Ruso en 1805 conservaba muchas características de la organización del Antiguo Régimen: no tenía formación permanente por encima del nivel de un regimiento, los oficiales de alto rango procedían en su mayoría de los círculos aristocráticos y los grados generalmente se vendían al mejor postor, independientemente de su competencia. El soldado ruso, en línea con la práctica del siglo XVIII, era normalmente maltratado y castigado «para inculcarle disciplina». Además, muchos oficiales de bajo rango estaban pobremente entrenados y tenían dificultades para lograr que sus hombres realizaran las maniobras a veces complejas requeridas en una batalla. No obstante, los rusos tenían una buena artillería a cargo de soldados que luchaban muy duro para evitar que sus piezas de artillería cayeran en manos del enemigo.
El sistema de suministro del Ejército imperial ruso dependía de la población local y de sus aliados austríacos, que le proveían de hasta el setenta por ciento de sus necesidades. Sin un sistema de abastecimiento eficaz y organizado y sin extensas líneas de suministro los soldados rusos encontraron dificultades para mantenerse con buena salud y listos para el combate.

### Ejército austríaco
El archiduque Carlos, hermano del emperador, había empezado a reformar el ejército austríaco en 1801 mediante la retirada del poder al Hofkriegsrat, el consejo militar y político responsable de la toma de decisiones en las fuerzas armadas de Austria. Carlos era el mejor comandante de campo de Austria, pero era impopular en la corte real y perdió mucha influencia cuando, en contra de su consejo, decidió ir a la guerra contra Francia. Karl Mack se convirtió en el nuevo comandante principal del ejército austríaco e introdujo reformas en la infantería en vísperas de la guerra que llevaron a que un regimiento estuviera compuesto por cuatro batallones de cuatro compañías, en lugar de los anteriores tres batallones de seis compañías. Este cambio súbito no se acompañó del correspondiente entrenamiento de oficiales, por lo que estas nuevas unidades no fueron tan bien dirigidas como lo podrían haber sido. La caballería austríaca era considerada la mejor de Europa, pero la disgregación de sus unidades entre varias formaciones de infantería redujo su efectividad contra sus agrupadas contrapartes francesas.

## Movimientos preliminares

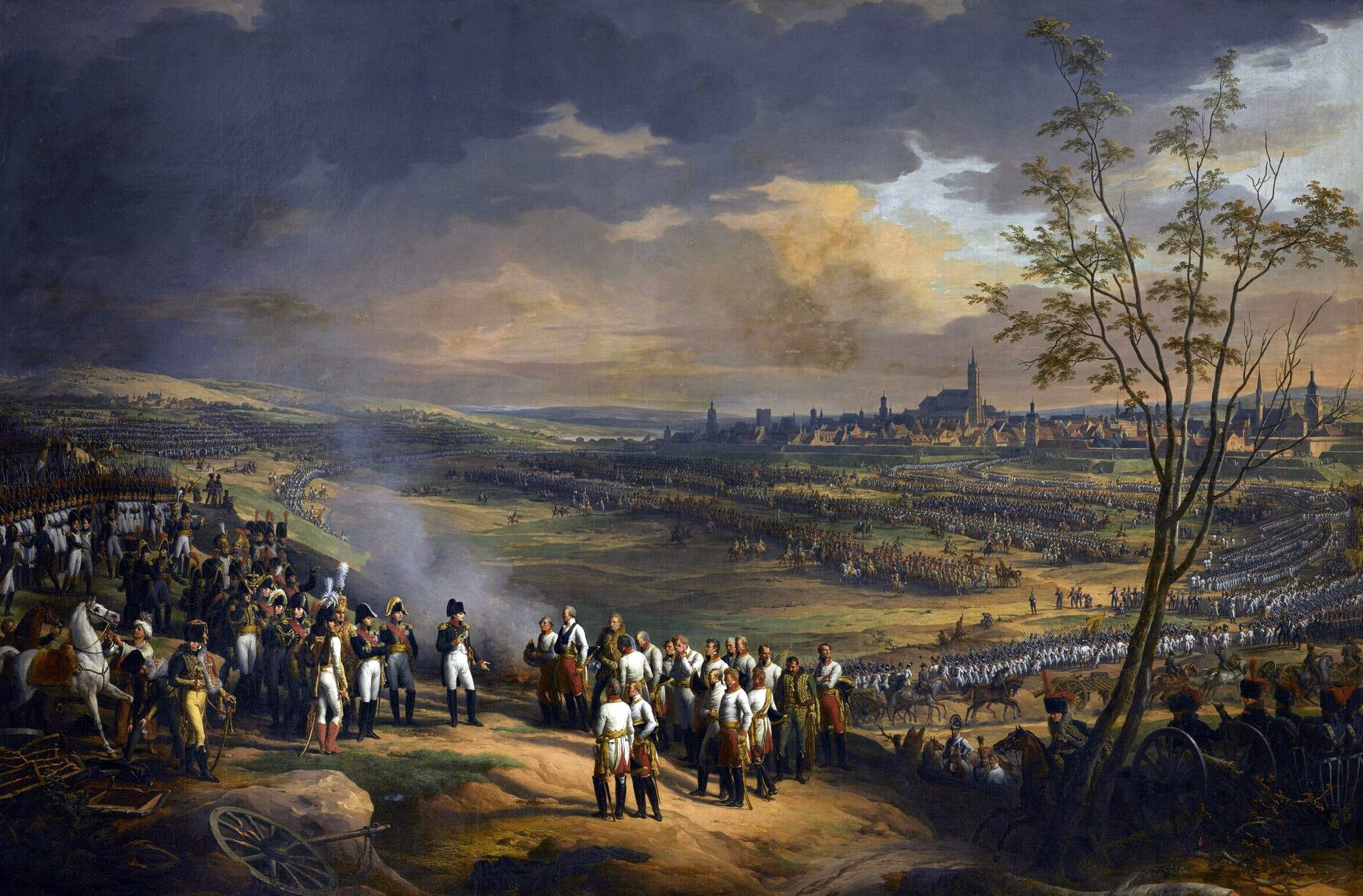
Napoleón acepta la rendición del general Mack y del ejército austríaco en Ulm. Pintura de Charles Thévenin.

En agosto de 1805 Napoleón, emperador de los franceses desde diciembre del año anterior, volvió las miras de su ejército del canal de la Mancha al río Rin con el fin de hacer frente a las amenazas austríacas y rusas. El 25 de septiembre, después de una frenética y secreta marcha, 200 000 soldados franceses comenzaron a cruzar el Rin en un frente de 260 km. Mack había reunido la mayor parte de las tropas austríacas en la fortaleza de Ulm en Suabia (hoy en día el sur de Alemania). Napoleón movió sus fuerzas al norte y realizó un movimiento de rodeo que los puso a retaguardia de los austríacos. La maniobra fue bien ejecutada y el 20 de octubre Mack y 23 000 soldados austríacos se rindieron en Ulm, haciendo ascender la cifra total de prisioneros austríacos en la campaña a 60 000. A pesar de que esta espectacular victoria se vio ensombrecida por la derrota de la escuadra franco-española en la batalla de Trafalgar al día siguiente, los éxitos franceses en tierra continuaron con la caída de Viena en noviembre, donde fueron capturados 100 000 mosquetes, quinientos cañones y varios puentes intactos a lo largo del Danubio.
Mientras tanto, el retraso en la llegada de las tropas rusas les impidió auxiliar a las tropas de campo austríacas, por lo que estos se retiraron al noreste para esperar refuerzos y enlazar con las unidades austríacas supervivientes. El zar Alejandro I designó entonces al general Mijaíl Kutúzov como comandante en jefe de las tropas rusas y austríacas, quien llegó al campo de batalla el 9 de septiembre de 1805 para recoger información. Se puso rápidamente en contacto con el emperador austríaco y sus cortesanos para discutir los planes y las cuestiones logísticas. Bajo la presión de Kutúzov, los austríacos acordaron suministrar municiones y armas de una manera oportuna y suficiente. Kutúzov también observó deficiencias en el plan de defensa de Austria, que calificó de «muy dogmático». Además, se opuso a la anexión de las tierras recientemente caídas bajo control de Napoleón, porque esto haría que la población local desconfiara de los aliados. Sin embargo, muchas de las propuestas de Kutúzov fueron rechazadas.
Los franceses continuaron avanzando, pero pronto se encontraron en una posición poco envidiable: las intenciones prusianas eran desconocidas y podían ser hostiles, los ejércitos rusos y austríacos se habían unido y las líneas de comunicación francesas eran ya extremadamente largas y requerían de fuertes guarniciones para seguir abiertas. Napoleón se dio cuenta de que la única manera lógica de conseguir el éxito en Ulm era forzar a los aliados a combatir y derrotarlos. En el lado ruso, el comandante en jefe Kutúzov también se dio cuenta de ello, por lo que en lugar de aferrarse al plan suicida de defensa austríaco, decidió retirarse. Envió a Piotr Bagratión con seiscientos hombres a contener a los franceses en Viena y dio instrucciones al ejército aliado para aceptar la propuesta de alto el fuego de Murat y así tener más tiempo para la retirada. Napoleón pronto se dio cuenta de los errores de Murat y le ordenó perseguirlos, pero para entonces los aliados ya se habían retirado a Olmutz. De acuerdo al plan de Kutúzov, los aliados se retirarían más, hasta la región de los Cárpatos y, según sus palabras, «en Galitzia, enterraré a los franceses».

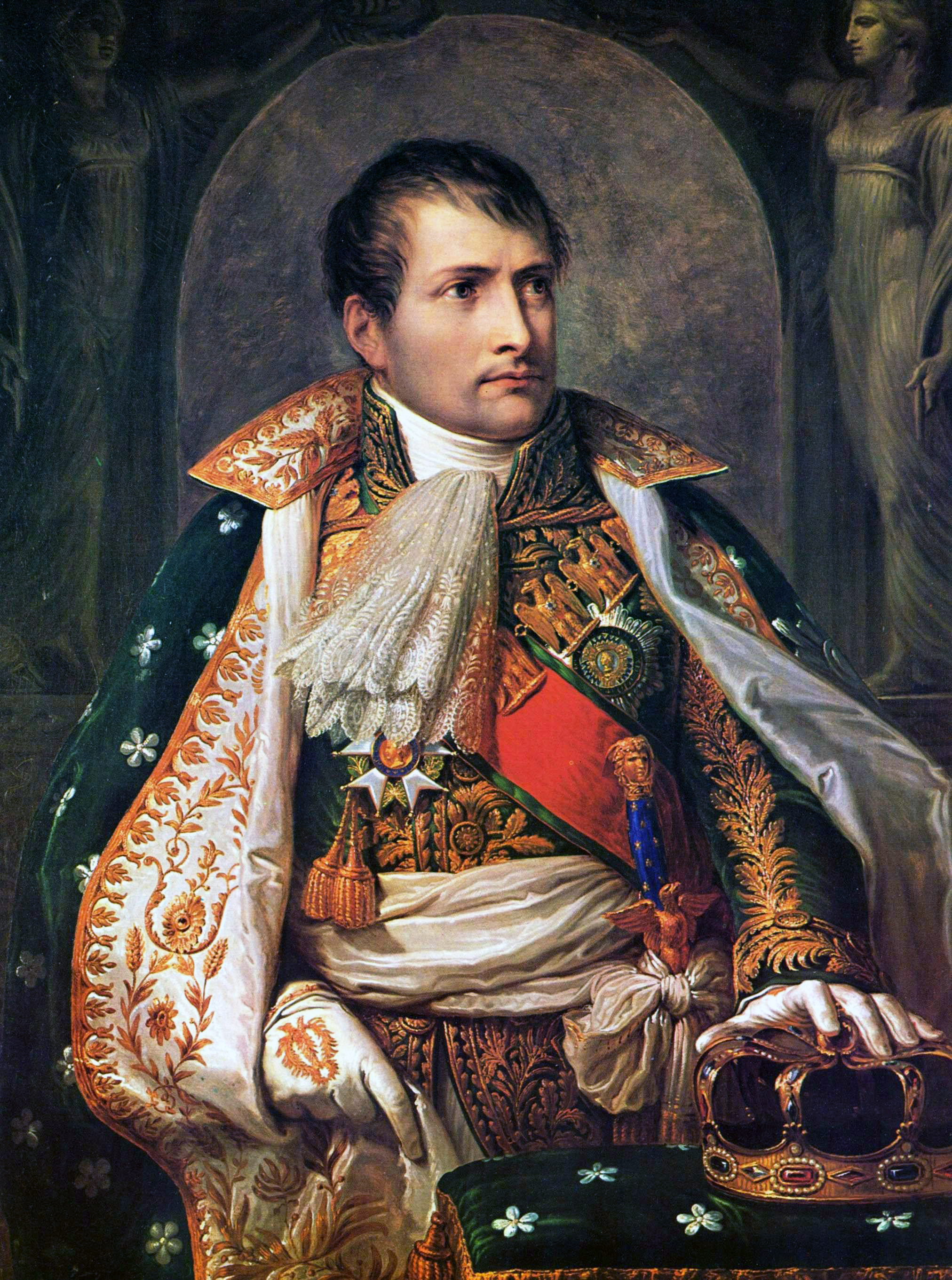
Napoleón Bonaparte, retrato de Andrea Appiani (1805).

Sin embargo, Napoleón no se quedó quieto. El emperador francés decidió montar una trampa psicológica con el fin de atraer a los aliados. Días antes de cualquier combate, Napoleón había dado la impresión a los aliados de que su ejército se encontraba en un estado débil y que deseaba una paz negociada. Solo unos 53 000 soldados, incluidas las fuerzas de Soult, Lannes y Murat, tomarían posesión del camino de Austerlitz y Olmutz, atrayendo la atención del enemigo. Las fuerzas aliadas, con 89 000 hombres, parecerían ser muy superiores y podrían intentar el ataque. Sin embargo, los aliados no sabían que los refuerzos de Bernadotte, Mortier y Davout ya estaban a distancia de dar apoyo y podrían ser llamadas desde Iglau y Viena, respectivamente, aumentando las fuerzas francesas a 75 000 soldados y reduciendo la desigualdad numérica.
El plan de atracción no se detuvo ahí. El 25 de noviembre, el general francés Savary fue enviado al cuartel general aliado en Olmutz con el fin de examinar en secreto la situación de las fuerzas aliadas y entregar un mensaje que expresaba el deseo de Napoleón de evitar una batalla. Como era de esperar, ello fue visto como un signo inequívoco de debilidad. Cuando Francisco I ofreció un armisticio el 27, Napoleón expresó un gran entusiasmo en la aceptación del mismo. El mismo día, Napoleón ordenó a Soult abandonar tanto Austerlitz como los Altos de Pratzen y también crear una imagen de caos durante la retirada, lo que haría que los aliados ocuparan los altos. Al día siguiente, 28 de noviembre, el emperador francés solicitó una entrevista personal con Alejandro I, tras lo que recibió la visita del ayudante más impetuoso del zar, el kniaz Piotr Dolgorúkov. La reunión fue parte del engaño, pues Napoleón expresó intencionadamente ansiedad y duda a sus adversarios y Dolgorúkov informó de todo al zar como una indicación adicional de la debilidad francesa.
El plan tuvo éxito. Muchos de los oficiales aliados, incluidos los ayudantes del zar y el jefe del estado mayor austríaco, Franz von Weyrother, apoyaron firmemente la idea de atacar inmediatamente y, aparentemente, influyeron en la opinión del zar. La idea de Kutúzov fue rechazada y las fuerzas aliadas cayeron en la trampa que Napoleón había creado.

## La batalla

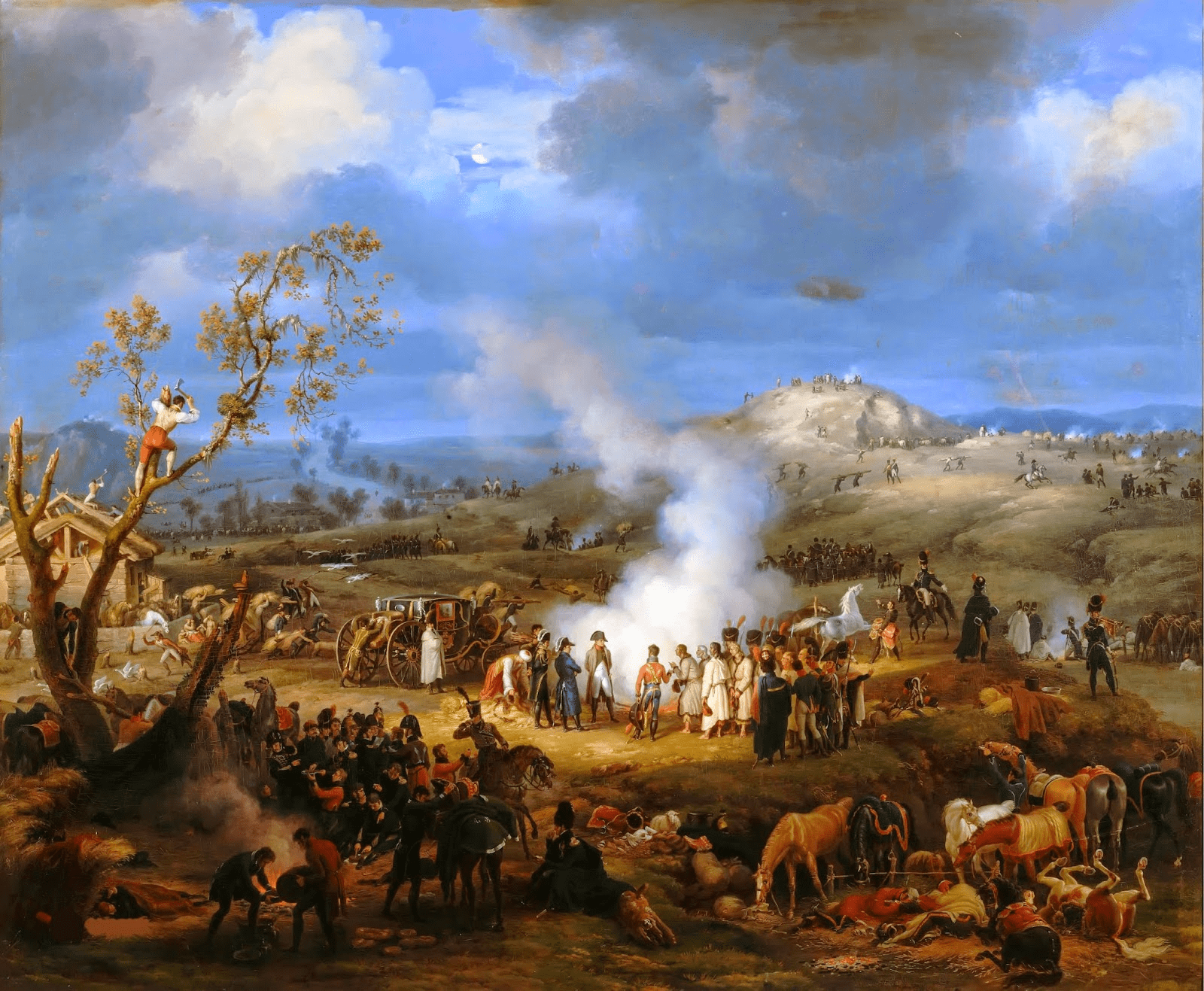
Napoleón con sus tropas en vísperas de la batalla. Pintura de Louis-François Lejeune.

Napoleón pudo reunir unos 72 000 hombres y 157 cañones para la inminente batalla, aunque cerca de 7000 soldados bajo mando de Davout estaban todavía muy lejos hacia el sur en dirección a Viena. Los aliados contaban con alrededor de 85 000 soldados, el setenta por ciento de ellos rusos, y 318 cañones. El ejército francés era inferior en número y al principio Napoleón no estaba seguro de su victoria. En una carta al ministro de Asuntos Exteriores, Talleyrand, Napoleón le pidió que no le dijera nada a nadie de la próxima batalla, pues no quería molestar a la emperatriz Josefina. De acuerdo con Frederick C. Schneid, la principal preocupación de Napoleón no era la tranquilidad de Josefina, sino cómo explicarle una derrota del ejército francés.

### El campo de batalla

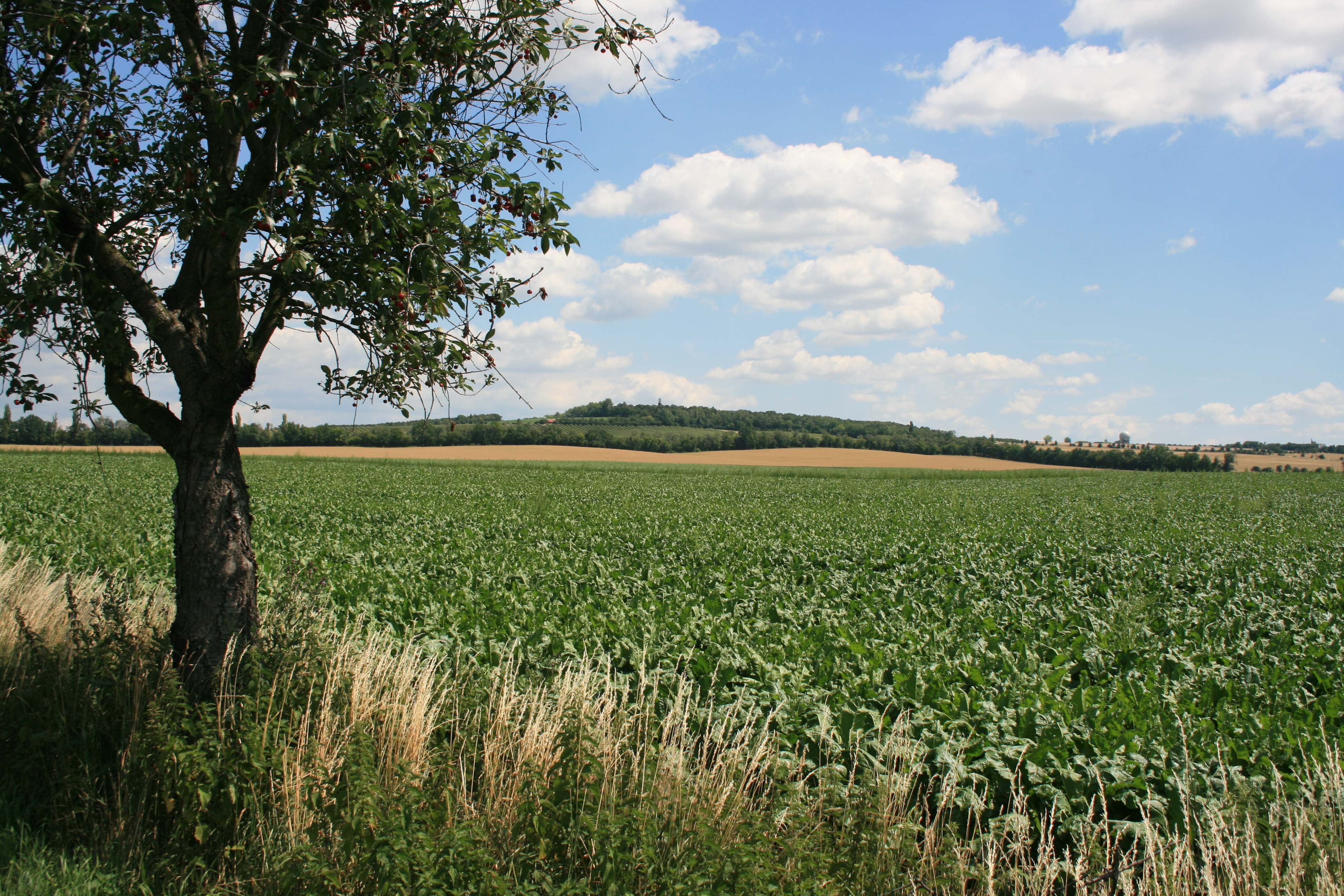
El campo de batalla en una foto de 2011.

La batalla tuvo lugar a unos diez kilómetros al sureste de la ciudad de Brno, entre esa ciudad y Austerlitz (en checo: Slavkov u Brna) en lo que hoy es la República Checa. La parte norte del campo de batalla estaba dominada por los 210 m de la colina Santon y los 260 m de la colina Žuráň, ambas con vistas sobre el vital camino Olomouc/Brno, en dirección este-oeste. Al oeste de las dos colinas se encontraba el pueblo de Bellowitz (Bedřichovice), y entre ellos el arroyo Bosenitz (Roketnice) que corría al sur para enlazar con el arroyo Goldbach (Ricka), que fluye entre los pueblos de Kobelnitz (Kobylnice), Sokolnitz (Sokolnice) y Telnitz (Telnice). El centro de toda el área eran los Altos Pratzen (Pracký kopec), una colina de suave pendiente de unos once o doce metros de altura. Un asesor afirmó que Napoleón dijo en repetidas ocasiones a sus mariscales: «Caballeros, examinad cuidadosamente este terreno, será un campo de batalla; ustedes jugarán un papel en él».

### Planes y disposiciones de los aliados

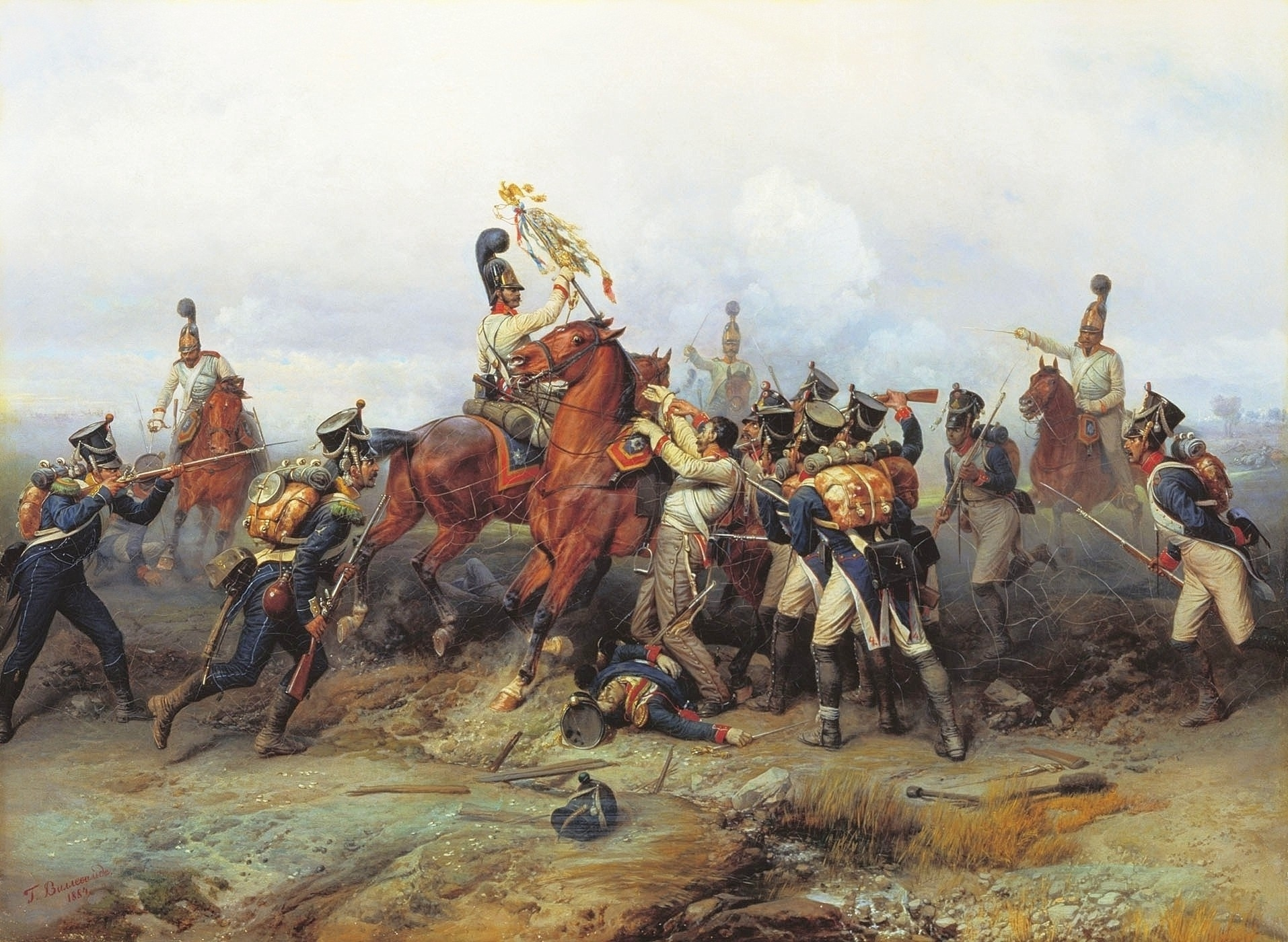
Captura del águila de un regimiento francés por la caballería de la guardia rusa, por Bogdan Willewalde (1884).

Un consejo aliado se reunió el 1 de diciembre para discutir propuestas para la batalla. La mayoría de estrategas aliados tenía dos ideas fundamentales en mente: contactar con el enemigo y asegurar el flanco sur que mantenía la línea de comunicación a Viena. Aunque el zar y su entorno inmediato presionaron para una batalla, el emperador Francisco de Austria era más cauteloso y como se ha mencionado, era secundado por Kutúzov, el comandante en jefe de las tropas aliadas. Sin embargo, la presión para luchar de los nobles rusos y de los comandantes austríacos fue muy fuerte, por lo que los aliados adoptaron el plan del jefe del estado mayor austríaco Franz von Weyrother. Este planeó un ataque principal contra el flanco derecho francés, que los aliados pensaban más débil, y ataques de distracción contra su flanco izquierdo. Los aliados desplegaron la mayoría de sus tropas en cuatro columnas que atacarían la derecha francesa. La Guardia Imperial rusa se mantuvo en la reserva mientras las tropas rusas bajo mando de Piotr Bagratión protegieron el flanco derecho de los aliados. Por otra parte, el zar Alejandro retiró bruscamente su autoridad al comandante en jefe Kutúzov y se la dio a Franz von Weyrother. En la batalla Kutúzov solo pudo mandar el IV Cuerpo del ejército aliado, a pesar de que todavía era el general de jure porque el zar tenía miedo de asumir la responsabilidad en caso de que su plan fallase.

### Planes y disposiciones de los franceses

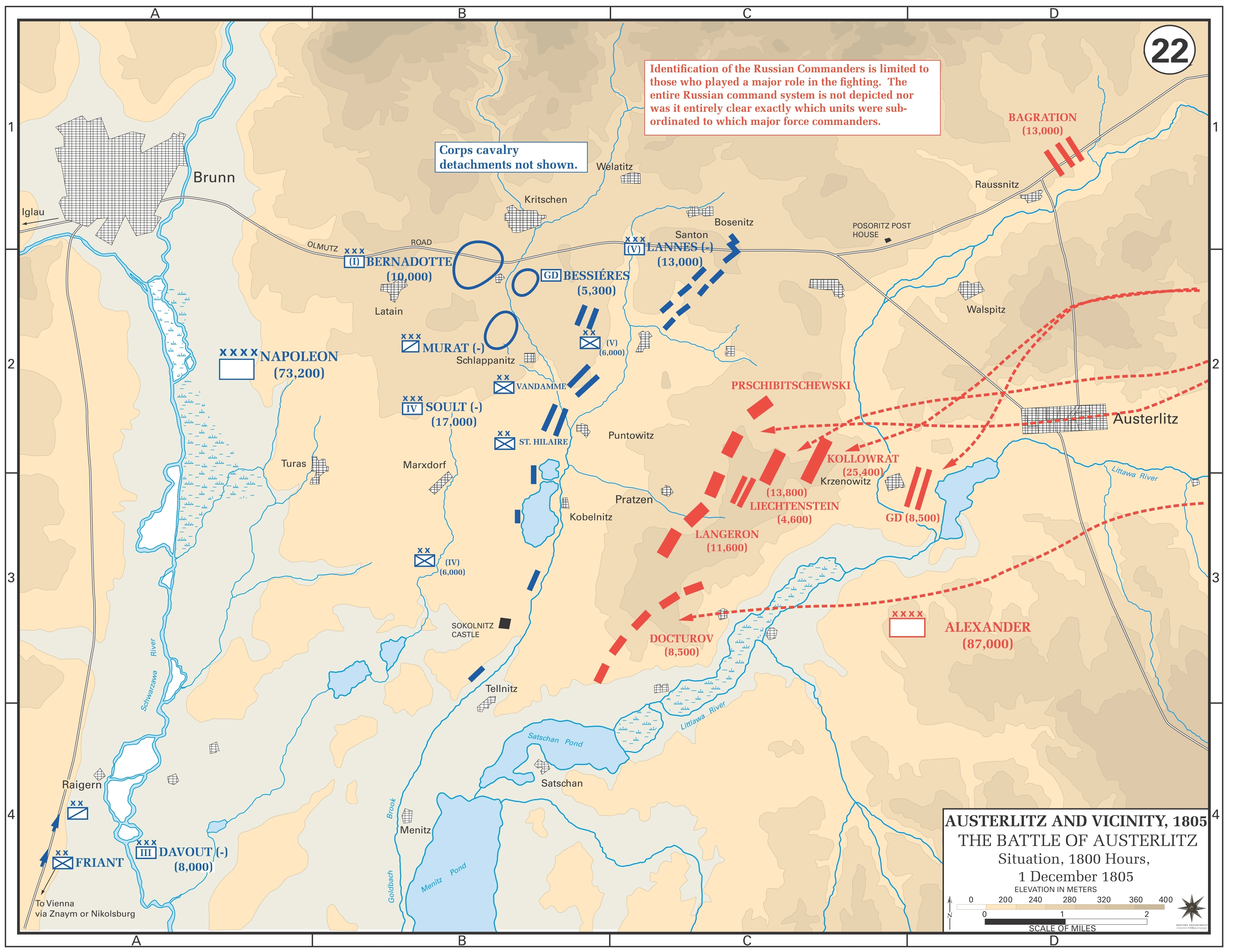
Despliegues aliado (rojo) y francés (azul) a las 18:00 horas del 1 de diciembre de 1805, el día anterior a la batalla.

Napoleón tenía la esperanza de que las fuerzas aliadas atacaran y, para forzarlos a ello, debilitó deliberadamente su propio flanco derecho. El 28 de noviembre Napoleón se reunió con sus mariscales en el Cuartel Imperial y estos le informaron de sus dudas sobre la inminente batalla. Incluso sugirieron una retirada, pero el emperador restó importancia a sus quejas.
El plan de Napoleón preveía que los aliados lanzaran numerosas tropas para envolver su flanco derecho con el fin de cortar la línea de comunicación francesa con Viena. Como resultado, los flancos central y derecho de los aliados quedarían más expuestos y serían más vulnerables. Con el fin de que así lo hicieran, Napoleón incluso abandonó la estratégica posición de los Altos Pratzen, fingiendo debilidad y nerviosismo. Mientras tanto, la fuerza principal de Napoleón se escondería frente a los Altos y, de acuerdo al plan, atacaría y recapturaría la loma para a continuación lanzar un ataque decisivo al centro de la línea aliada, paralizarla y rodearla por la retaguardia.

Si la fuerza rusa abandona los Altos Pratzen para ir al flanco derecho, será derrotada sin duda.
Napoleón

El empuje masivo a través del centro aliado fue conducido por los 16 000 hombres del IV Cuerpo del mariscal Soult. La posición de este cuerpo fue envuelta por una densa niebla durante los compases iniciales de la batalla; de hecho, el tiempo que duró esa niebla fue vital para el plan de Napoleón. Las tropas de Soult serían descubiertas si la niebla se disipaba muy pronto, pero, si permanecía demasiado tiempo, Napoleón no podría saber si los aliados habían abandonado los Altos Pratzen y le impediría lanzar su ataque en el momento justo.
Mientras tanto, para dar soporte a su débil flanco derecho, Napoleón ordenó al III Cuerpo de Davout marchar desde Viena para unirse a los hombres del general Legrand, que ocupó el flanco del extremo sur pues iba a soportar la mayor parte del ataque aliado. Los soldados de Davout tenían 48 horas para recorrer 110 km. Su llegada fue crucial para el éxito del plan francés, pues la disposición de Napoleón en su flanco derecho era muy arriesgada por la debilidad de las tropas allí guarnecidas. Sin embargo, la razón por la que Napoleón pudo usar un plan arriesgado fue porque Davout, comandante del III Cuerpo, era uno de sus mejores mariscales, porque la posición de su flanco derecho estaba protegida por un complicado sistema de arroyos y lagos y porque los franceses ya se habían establecido en una línea secundaria de retirada a través de Brunn (Brno). La Guardia Imperial y el I Cuerpo de Bernadotte se mantuvieron en la reserva mientras el V Cuerpo bajo mando de Jean Lannes guardaba el sector norte del campo de batalla, donde se encontraba la nueva línea de comunicación.
El 1 de diciembre las tropas francesas se habían desplazado de acuerdo con el movimiento de los aliados hacia el sur, tal como esperaba Napoleón.

### Comienzo de los combates

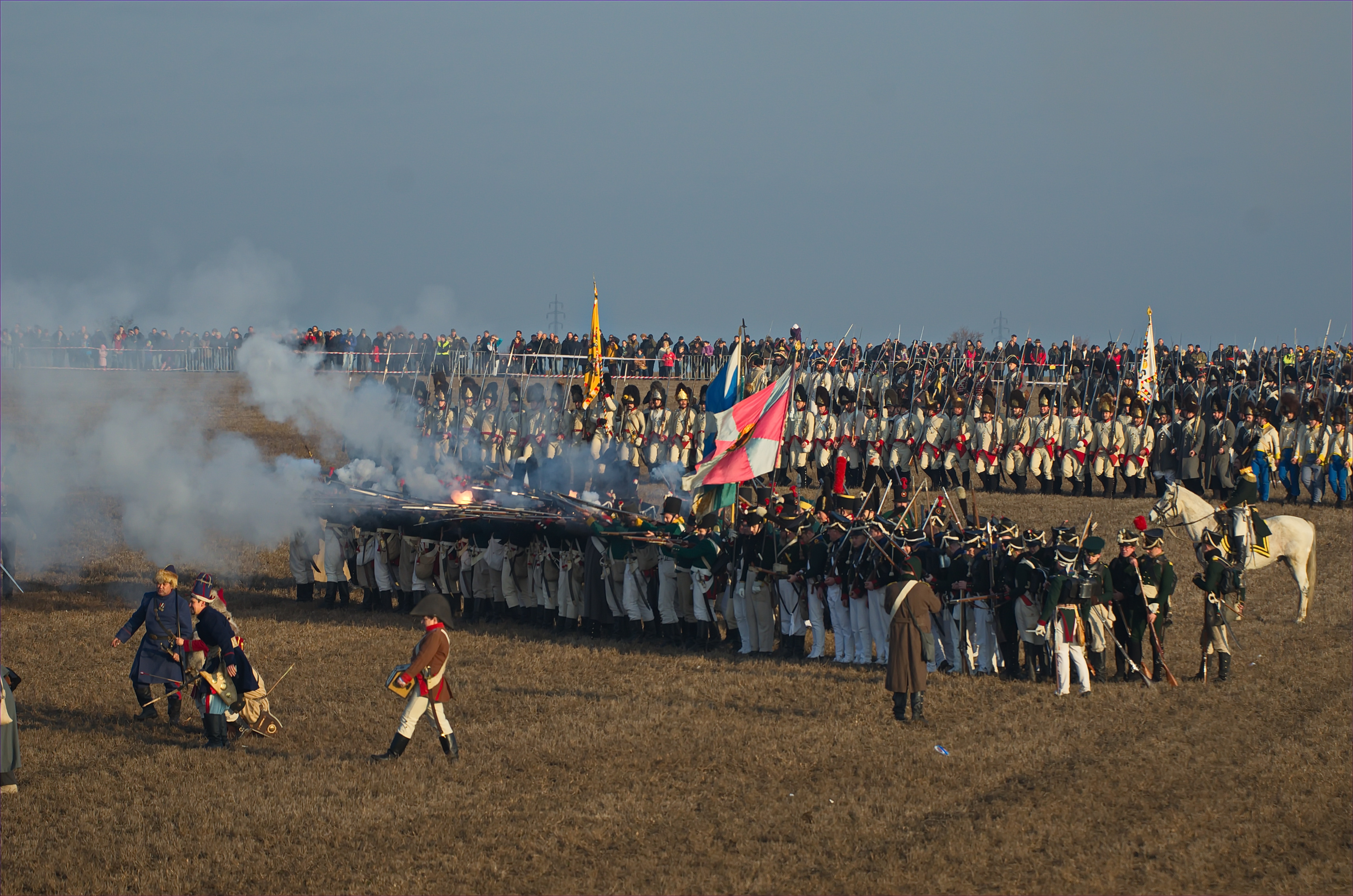
Recreación histórica de la batalla de Austerlitz (2015).

Las acciones de combate dieron comienzo sobre las ocho de la mañana del 2 de diciembre de 1805, cuando la primera columna aliada atacó la villa de Telnitz, defendida por el 3.er Regimiento de Línea. Este sector del campo de batalla fue escenario de numerosos combates en los momentos posteriores con varias cargas aliadas que expulsaron a los franceses de la localidad y los obligaron a retroceder a la otra orilla del arroyo Goldbach. Los primeros hombres de los cuerpos de Davout llegaron en ese momento e hicieron salir a los aliados de Telnitz, pero a continuación fueron atacados por húsares y nuevamente arrojados de la localidad. Otros ataques aliados en Telnitz fueron detenidos por la artillería francesa.
Las columnas aliadas comenzaron a embestir la derecha francesa, pero no a la velocidad deseada pues los franceses les pusieron freno con éxito. En realidad, los ataques de los aliados estaban equivocados y llegaban a destiempo: los destacamentos de caballería de Liechtenstein en el flanco izquierdo aliado tuvieron que ser colocados en el derecho y, en el traslado, se encontraron y retrasaron aparte de la segunda columna de infantería que avanzaba contra la derecha francesa. Los planificadores pensaron en ese momento que era un desastre, pero luego resultaría una ayuda. Mientras tanto, la vanguardia de la segunda columna estaba atacando el pueblo de Sokolnitz, defendida por el 26.º Regimiento Ligero y tirailleurs, hostigadores franceses. Los asaltos aliados iniciales no tuvieron éxito y el general Langeron ordenó el bombardeo de la villa, lo que expulsó a los franceses. Al tiempo la tercera columna acometía el castillo de Sokolnitz. Los franceses contratacaron y retomaron el pueblo para ser expulsados de nuevo. Los combates en el sector cesaron temporalmente cuando la división de Louis Friant, parte del III Cuerpo, se hizo con la localidad. Sokolnitz fue quizá la más disputada del campo de batalla y cambió de manos varias veces a lo largo del día.
Mientras las tropas aliadas atacaban el flanco derecho de los franceses, el IV Cuerpo de Kutúzov se detuvo en los Altos Pratzen y se quedó allí. Al igual que Napoleón, Kutúzov se dio cuenta de la importancia de Pratzen y decidió proteger la posición, pero el zar no lo entendió así y expulsó al IV Cuerpo de los Altos, empujando al ejército aliado a su tumba.

### «Un golpe fuerte y la guerra ha terminado»

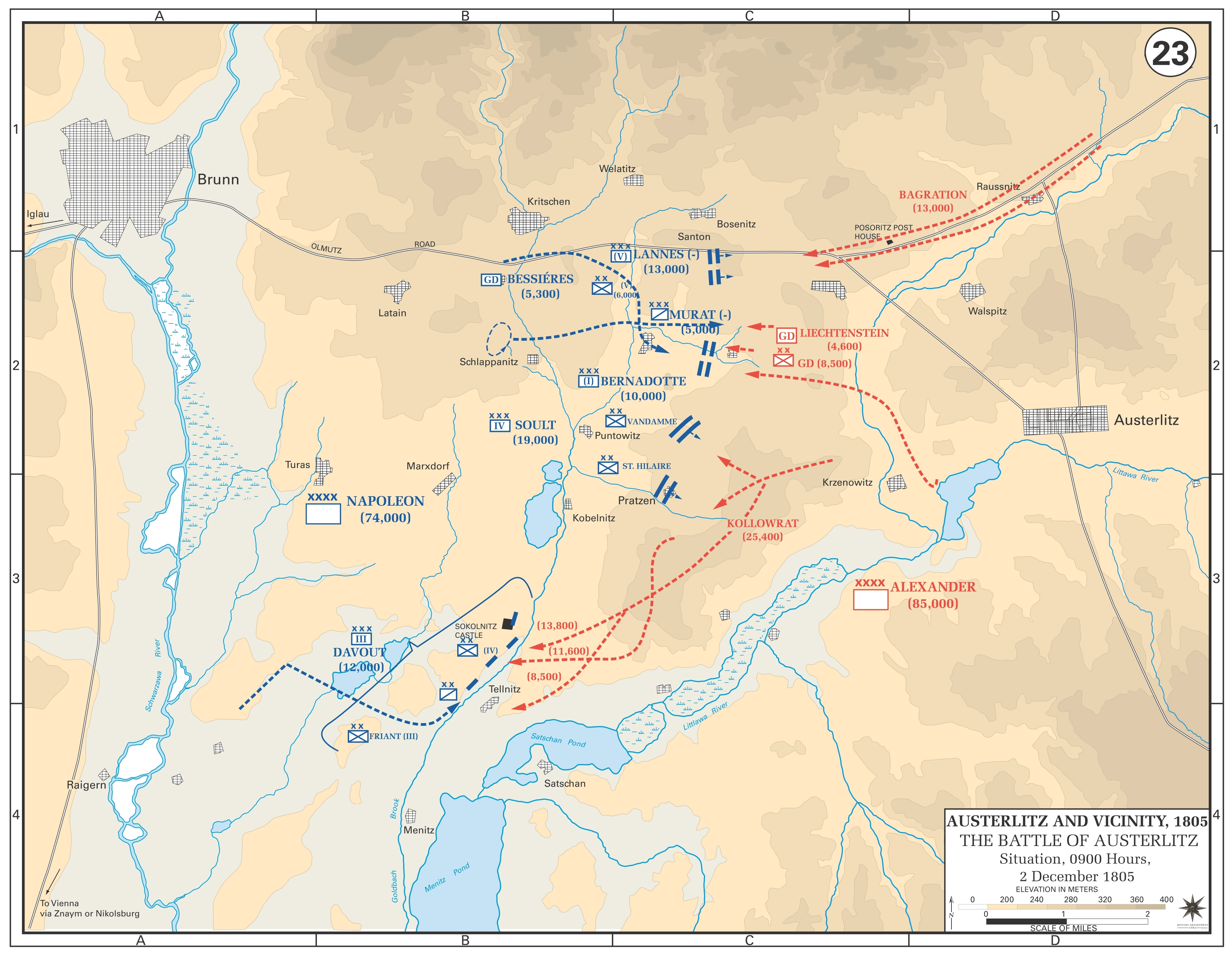
Situación de la batalla a las 09:00 de la mañana del 2 de diciembre de 1805. Los ataques decisivos en el centro aliado de St. Hilaire y Vandamme dividieron al ejército enemigo en dos y dejaron a los franceses en una posición inmejorable para ganar la batalla.

Sobre las 8:45 de la mañana, satisfecho por la debilidad del centro enemigo, Napoleón preguntó a Soult cuánto tiempo tardarían sus hombres en llegar a los Altos Pratzen, a lo que el mariscal respondió: «Menos de veinte minutos, sire». Aproximadamente un cuarto de hora después el emperador francés ordenó el ataque, añadiendo: «Un golpe fuerte y la guerra ha terminado».
Una densa niebla ayudó a cubrir el avance de la división de Saint-Hilaire, pero, a medida que ascendían, el legendario «Sol de Austerlitz» disipó la niebla y les infundió coraje. Los soldados y oficiales rusos que se encontraban en la parte superior quedaron sorprendidos al ver la cantidad de soldados enemigos que avanzaban hacia ellos. Tras una hora de lucha, la cuarta columna aliada quedó casi completamente destruida, aunque otros soldados de la segunda, en su mayoría austríacos sin experiencia, también participaron e igualaron fuerzas en la refriega contra una de las mejores fuerzas de combate del ejército francés, a la que expulsaron momentáneamente del alto. Sin embargo, presa de la desesperación, los hombres de Saint-Hilaire cargaron de nuevo a la bayoneta y ganaron la posición. Al norte, la división del general Vandamme atacó en un área llamada Staré Vinohrady («Viejos viñedos») y gracias a sus hábiles tirailleurs y sus mortales descargas de fusilería acabaron con varios batallones enemigos.
La batalla se había vuelto claramente a favor del bando francés, pero estaba lejos de terminar. Napoleón ordenó al I Cuerpo de Bernadotte dar soporte a la izquierda de Vandamme y trasladó su propio centro de mando desde la colina Zuran a la capilla de San Antonio en los Altos Pratzen. La difícil situación de los aliados fue confirmada por su decisión de enviar a la Guardia Imperial rusa, bajo mando del gran duque Constantino, hermano del zar Alejandro, a contratacar en la sección del campo de Vandamme, forzando sangrientos combates y la única pérdida de una unidad francesa en la batalla, un batallón del 4.º Regimiento de Línea. Previendo problemas, Napoleón ordenó avanzar a su guardia de caballería pesada, que aniquiló a sus contrapartes rusas, pero no consiguió decantar la batalla por la gran cantidad de unidades montadas de ambos bandos implicadas en la lucha. Los rusos tenían ventaja numérica, pero la intervención de la división Drouet, segunda del I Cuerpo de Bernadotte, permitió a la caballería francesa buscar refugio tras sus líneas. La artillería a caballo de la guardia de Napoleón también causó numerosas bajas a la caballería y los fusileros rusos, que abortaron la acción y cayeron en gran número perseguidos durante casi medio kilómetro por la fortalecida caballería gala. Las víctimas rusas en Pratzen incluyeron a Kutúzov, gravemente herido, y a su hijastro Ferdinand von Tiesenhausen, muerto en combate.

### Final
Estaba… bajo un feroz y continuo fuego de artillería… Muchos soldados, inmersos en intensos combates desde las 7 de la mañana a las 4 de la tarde, se habían quedado sin munición. Yo no podía hacer otra cosa que retirarme…
Teniente general Przhebishevsky

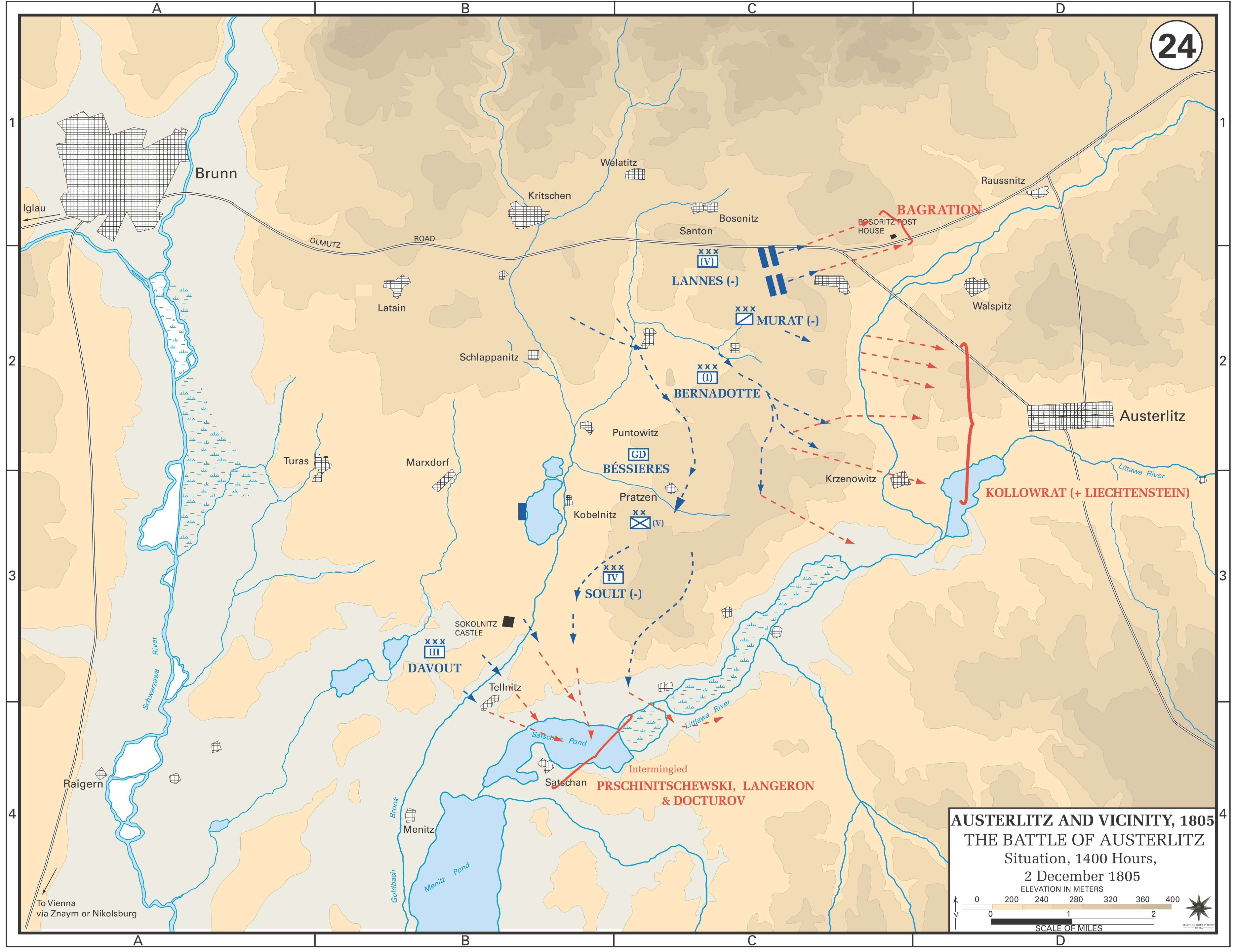
Hacia las 14:00 el ejército aliado había sido peligrosamente separado. Napoleón tenía entonces la opción de atacar una de las alas, y eligió la izquierda, ya que otros sectores habían sido ganados o estaban luchando para retirarse.

Mientras tanto, la parte norte del campo de batalla también era testigo de intensos combates. La caballería pesada del príncipe de Liechtenstein comenzó a asaltar a las fuerzas de caballería ligera francesa de Kellerman tras haber alcanzado su posición correcta en el campo. El combate comenzó favorable a los franceses, pero los efectivos de Kellerman se cubrieron tras la división de infantería del general Caffarelli una vez que quedó claro que el número de rusos era demasiado elevado. Los hombres de Caffarelli detuvieron los asaltos de los rusos y permitieron a Joaquín Murat enviar a la lucha a dos divisiones de coraceros, comandadas por d'Hautpoul y Nansouty, para acabar de forma definitiva con la caballería zarista. La refriega fue encarnizada y larga, pero se impusieron los franceses. Entonces Lannes lanzó su V Cuerpo contra los efectivos de Piotr Bagratión y, tras duros combates, consiguió expulsar al experto comandante ruso del campo de batalla. Lannes quería perseguirlo, pero Murat, a cargo de ese sector, estuvo en contra de la idea.
La atención de Napoleón se desplazó entonces hacia el extremo sur del campo de batalla, donde sus tropas y los aliados continuaban luchando por Sokolnitz y Telnitz. En un doble ataque, la división de St. Hilaire y parte del III Cuerpo de Davout arremetieron contra el enemigo en Sokolnitz y persuadieron a los comandantes de las dos columnas, los generales Kienmayer y Langeron, para huir rápidamente. Buxhowden, comandante ruso del ala izquierda de los aliados y hombre responsable de liderar el ataque, estaba completamente borracho y también emprendió la huida. Kienmayer cubrió su retirada con la caballería ligera de O'Reilly, quien además derrotó valientemente a cinco de los seis regimientos de caballería francesa antes de tener que retirarse también.
Entonces se apoderó del ejército aliado un pánico general y comenzó a abandonar el campo de batalla en todas las direcciones posibles. Durante esta retirada se produjo un famoso y terrible episodio: las fuerzas rusas derrotadas por los galos se retiraban al sur, hacia Viena, a través de los estanques helados Satschan. La artillería francesa los atacó y rompió el hielo, provocando que muchos hombres se ahogaran en las aguas heladas y se hundieran decenas de piezas de artillería. Las estimaciones de las fuentes sobre cuántos cañones fueron capturados en esta acción difieren, pues pueden ser desde 38 a más de 100, así como el número de bajas, que oscila entre 200 y más de 2000. Debido a que Napoleón exageró este incidente en su informe sobre la batalla y a que el zar lo aceptó tácitamente como excusa a tan catastrófica derrota, las cifras más comedidas deben acercarse más a la realidad. Muchos rusos ahogados fueron rescatados por los franceses. Sin embargo, las evidencias locales, hechas públicas mucho después, sugieren que el relato de Napoleón es totalmente ficticio, pues por instrucciones del emperador los lagos fueron drenados unos pocos días después de la batalla y solo fueron encontrados los cuerpos de dos o tres hombres y unos 150 caballos.

## Consecuencias

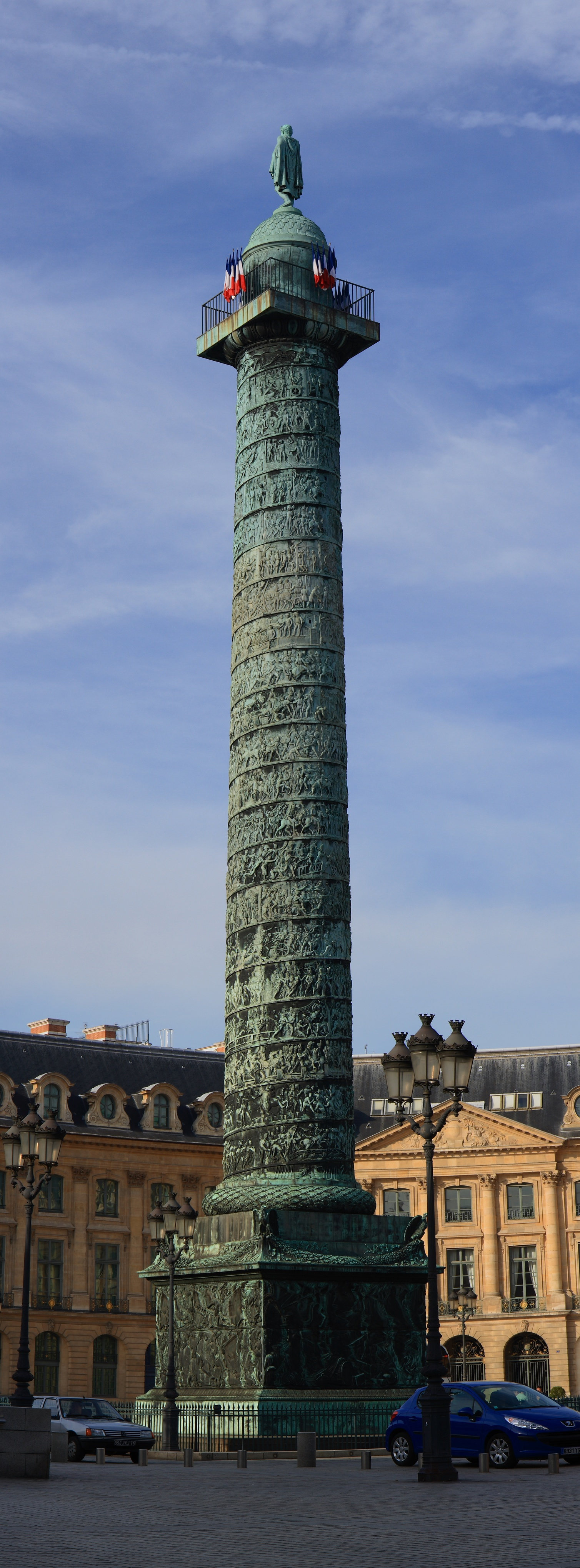
La Columna Vendôme de París fue hecha en parte con el bronce de los cañones capturados en Austerlitz.

Austerlitz y la campaña previa alteraron profundamente la naturaleza de la política europea. En tres meses los franceses habían ocupado Viena, destrozado dos ejércitos y humillado al Imperio austríaco. Estos hechos contrastan con las rígidas estructuras de poder del siglo XVIII. Austerlitz sentó las bases para casi una década de dominación francesa del continente europeo, pero otro de sus efectos inminentes fue provocar la guerra con Prusia en 1806.

### Resultados militares y políticos
Las bajas aliadas se situaron alrededor de 27 000 en un ejército de 73 000 hombres, un 37 % de sus efectivos. Los franceses perdieron unos 9000 de una fuerza de 67 000, un 13 %. Los aliados también perdieron 180 cañones y 50 estandartes. La gran victoria se recibió con asombro y delirio en París, pues pocos días antes la nación estaba al borde de un colapso financiero. Napoleón escribió a Josefina: «He vencido al ejército austro-ruso comandado por dos emperadores. Estoy un poco cansado… Un abrazo.» Quizá el mejor resumen de los tiempos duros para los aliados lo hizo el zar Alejandro: «Somos bebés en las manos de un gigante».
Francia y Austria firmaron una tregua el 4 de diciembre y firmaron el Tratado de Presburgo veintidós días después. Austria accedió a reconocer el territorio francés capturado por los tratados de Campo Formio (1797) y Lunéville (1801), ceder tierra a Baviera, Wurtemberg y Baden, que eran aliados alemanes de Napoleón, pagar cuarenta millones de francos en indemnizaciones de guerra y entregar Venecia al Reino de Italia. Fue un final duro para Austria, sin duda, pero no una paz catastrófica. Al ejército ruso se le permitió retirarse a su patria y los franceses acamparon en el sur de Alemania. El Sacro Imperio Romano desapareció en 1806. Napoleón creó la Confederación del Rin, compuesta por una serie de estados alemanes en la frontera entre Francia y Prusia. Prusia vio estos movimientos como una afrenta a su condición de principal potencia de Europa Central y emprendió la guerra contra Francia en 1806.

### Recompensas
Las palabras de Napoleón a sus tropas tras la batalla fueron muy elogiosas: Soldats! Je suis content de vous (en español: ¡Soldados! Estoy muy orgulloso de vosotros.). El emperador aportó dos millones de francos para los altos oficiales y doscientos francos para cada soldado, así como generosas pensiones para las viudas de los caídos. Los niños huérfanos fueron adoptados por Napoleón personalmente y se les permitió añadir «Napoleón» a sus nombres bautismales y familiares. El emperador francés nunca otorgó títulos nobiliarios a ninguno de sus generales, como era costumbre después de una gran victoria. Es probable que no elevara significativamente a nadie porque consideraba Austerlitz como un triunfo personal.

## Repercusión popular

### Guerra y paz
La batalla de Austerlitz es un acontecimiento crucial de la novela Guerra y paz de León Tolstói. A punto de comenzar la batalla el príncipe Andréi Bolkonski, uno de los personajes principales, piensa que el cercano «día [será] su Tolón, o su Arcole», referencias a las últimas victorias de Napoleón. Andréi espera la gloria, siempre pensando en él, «Voy a marchar hacia adelante y barrer todo lo que me encuentre». Sin embargo, más tarde en la batalla, Andréi cae en manos del enemigo e incluso conoce a su héroe, Napoleón. Tolstói retrata Austerlitz como una prueba temprana de Rusia, una que acabó mal, porque los soldados lucharon por cosas irrelevantes, como la gloria o la fama, en lugar de las virtudes que permitirán, por ejemplo, la victoria en Borodinó en la invasión de 1812.

### Visión histórica

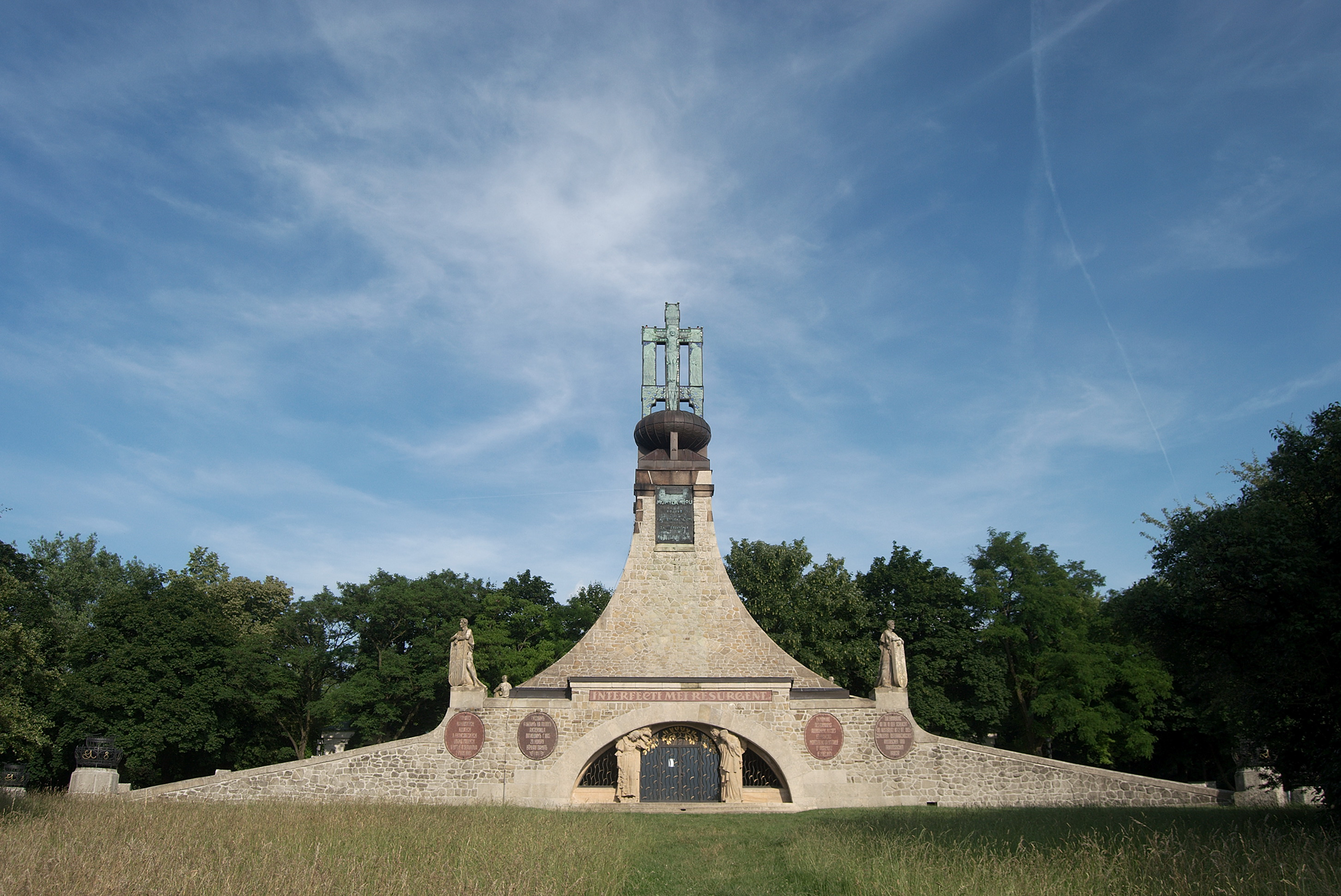
Monumento a la Paz en Prace. Diseñado y construido por Josef Fanta entre 1910 y 1912, tiene cuatro esculturas alegóricas femeninas de Francia, Austria, Rusia y Moravia. Dentro hay una capilla y un osario.

La victoria de Napoleón sobre los aliados no fue tan exitosa como él quería, pero los historiadores y aficionados reconocen que el plan original le reportó una victoria significativa. Por esa razón, Austerlitz es a veces comparada con otras grandes batallas tácticas, como Cannas o Höchstädt. Algunos historiadores sugieren que Napoleón tuvo tanto éxito en Austerlitz que perdió contacto con la realidad, y lo que solía ser la política exterior francesa pasó a ser tras la batalla algo personal de Napoleón. En la historia de Francia, Austerlitz es reconocida como una impresionante victoria militar, y en el siglo XIX, cuando la fascinación por el Primer Imperio estaba en su apogeo, la batalla fue venerada por Víctor Hugo que, «en el fondo de [su] pensamiento», estaba oyendo el «sonido de los cañones pesados rodando hacia Austerlitz». Sin embargo, en el reciente bicentenario estalló la controversia cuando los entonces presidente y primer ministro de Francia, Jacques Chirac y Dominique de Villepin respectivamente, no acudieron a ningún acto de conmemoración de la batalla. Por el contrario, algunos ciudadanos de los departamentos de ultramar del país galo protestaron contra lo que ellos veían como la «conmemoración oficial de Napoleón», argumentando que Austerlitz no debía ser celebrada porque creían que Napoleón había cometido genocidio contra los pueblos colonizados.
Después de la batalla, el zar Alejandro I culpó de todo a Kutúzov, comandante en jefe del ejército aliado. Sin embargo, está claro que el plan de Kutúzov era retroceder a la retaguardia, donde el ejército aliado tenía una ventaja logística. En ese caso, los aliados podrían haber sido reforzados por las tropas del archiduque Carlos en Italia y los prusianos se podrían haber unido a la coalición contra Napoleón. Un ejército francés en el límite de sus líneas de suministro, en un lugar sin abastecimientos, podría haber tenido un final muy diferente al que tuvo en Austerlitz.